# Přemysl Pitter
Přemysl Pitter (Praga, 1895 - Zúric 1976) va ser un pacifista i educador txec que va salvar la vida de centenars de nens durant la Segona Guerra Mundial.
De jove va treballar a la impremta familiar. A la mort del pare, se'n va haver de fer càrrec, però la impremta no va superar diversos problemes i Pitter, que també havia perdut a la seva mare, va haver d'allistar-se a la primera guerra mundial, a l'exèrcit austríac. Les circumstàncies de la guerra el van afectar molt i va decidir desertar. Va ser detingut i condemnat a mort, però amb el caos del moment aquesta sentència no es va dur mai a terme. Posteriorment va fer el servei militar a l'exèrcit txecoslovac. Als anys 20 va decidir treballar de manera solidària amb infants sense recursos que havien quedat en una situació desprotegida. Va començar llavors a fer un voluntariat educatiu a Žižkov, un barri pobre de Praga. Mentrestant, estudiava teologia a la facultat de la Universitat de Praga. No va acabar els estudis, sinó que va decidir posar en pràctica directament les seves creences religioses i humanistes.
Es va convertir així en un personatge públic, conegut com a redactor de la publicació periòdica Sbratření (Confraternitat) i com a fundador del moviment espiritual i ètic "Nova Jerusalem", ampliant d'aquesta manera els seus simpatitzants. Als anys 30 va fundar una cooperativa per construir un edifici, Miliĉ, on portar a terme les seves activitats educatives per a infants sense recursos, així com un hospital a Mýto a prop de Plzeň. Posteriorment durant l'ocupació nazi a la segona guerra mundial i tot el risc que implicava per a la seva vida, va impulsar un programa d'ajut a jueus i demòcratas alemanys que eren perseguits. El 1945 aquesta activitat es va convertir en l'Operació Castells, mitjançant la qual un grup de persones coordinades per Pitter i per la seva íntima col·laboradora Olga Fierz van llogar a Praga cinc palaus i castells per protegir centenars d'infants (principalment jueus) de la persecució nazi. Un cop acabada la guerra, els mateixos castells servirien per defensar infants i adolescents alemanys de les represàlies dels ciutadans txecs, en una experiència de convivència i reconciliació que ha estat reconeguda, entre d'altres, amb la consideració de Justos entre les Nacions, tant per Pitter com per Fierz.
Els anys 50 Pitter i Fierz van fugir a Occident, aquest cop perseguits pel règim comunista. Durant deu anys van seguir col·laborant amb tasques solidàries, com per exemple en camps de refugiats a prop de Nuremberg, així com amb la BBC i amb Radio Lliure Europa. Als anys 60 i 70 van seguir portant a terme els seus serveis cristians i humanistes, concretats en una intensa activitat editorial. En el període 1969-1970, van ser molt actius organitzant l'ajut i el suport a la gent que fugia de Txecoslovàquia.
Přemysl Pitter va ser un ferm cristià i la seva fe el va portar a implicar-se en diferents causes socials. Arran la seva participació en la primera guerra mundial es va convertir al pacifisme i va ser un membre destacat de la Internacional de Resistents a la Guerra. També va ser un defensor de l'esperanto com a llengua auxiliar internacional.